# Komet Brorsen-Metcalf
Komet Brorsen-Metcalf  (uradna oznaka je 23P/Brorsen-Metcalf) je periodični komet z obhodno dobo 70,5 let. Pripada Halleyjevi družini kometov.

## Odkritje
Komet je odkril 20. julija 1847 danski astronom Theodor Johan Christian Ambders Brorsen (1819–1895). Neodvisno ga je opazil tudi švicarski astronom Kaspar Gottfried Schweitzer (1816–1873) 11. avgusta 1847. 21. avgusta 1919 ga je ponovno odkril Joel Hastings Metcalf kot komet z magnitudo 8. Dodatna opazovanja so opravili še Edward Emerson Barnard (1857–1923) na Observatoriju Yerkes (Wisconsin, ZDA) 22. avgusta in Michel Giacobini (1873–1938) v Parizu ter Ostrovlev na Krimu in Selevanov v Sankt Peterburgu. Koncem septembra 1919 so potrdili, da je to komet, ki ga je opazoval že Brorsen.